# Rafi Zabor
Œuvres principales
The Bear Comes Home
Rafi Zabor, né Joel Zaborovsky le 22 août 1946  à Brooklyn, est un écrivain et critique musical américain.

## Biographie
Il obtient le PEN/Faulkner Award en 1998 pour The Bear Comes Home (Un ours à Manhattan).

## Œuvres traduites en français
- Un ours à Manhattan [« The Bear Comes Home »], trad. de Philippe Rouard, Paris, Éditions Denoël, coll. « Denoël & d'ailleurs », 2000, 574 p.  (ISBN 2-207-24873-9)